# Сан-Патрисиу (Гояс)
Сан-Патрисиу (порт. São Patrício) — муниципалитет в Бразилии, входит в штат Гояс. Составная часть мезорегиона Центр штата Гойас. Входит в экономико-статистический микрорегион Серис. Население составляет 2000 человек на 2007 год. Занимает площадь 134,518 км². Плотность населения — 13,7 чел./км².

## Статистика
- Валовой внутренний продукт на 2004 год составляет 14 281 000,00 реалов (данные: Бразильский институт географии и статистики).
- Валовой внутренний продукт на душу населения на 2004 год составляет 7140,00 реалов (данные: Бразильский институт географии и статистики).
- Индекс развития человеческого потенциала на 2000 год составляет 0,728 (данные: Программа развития ООН).